# ليمبو (رقص)

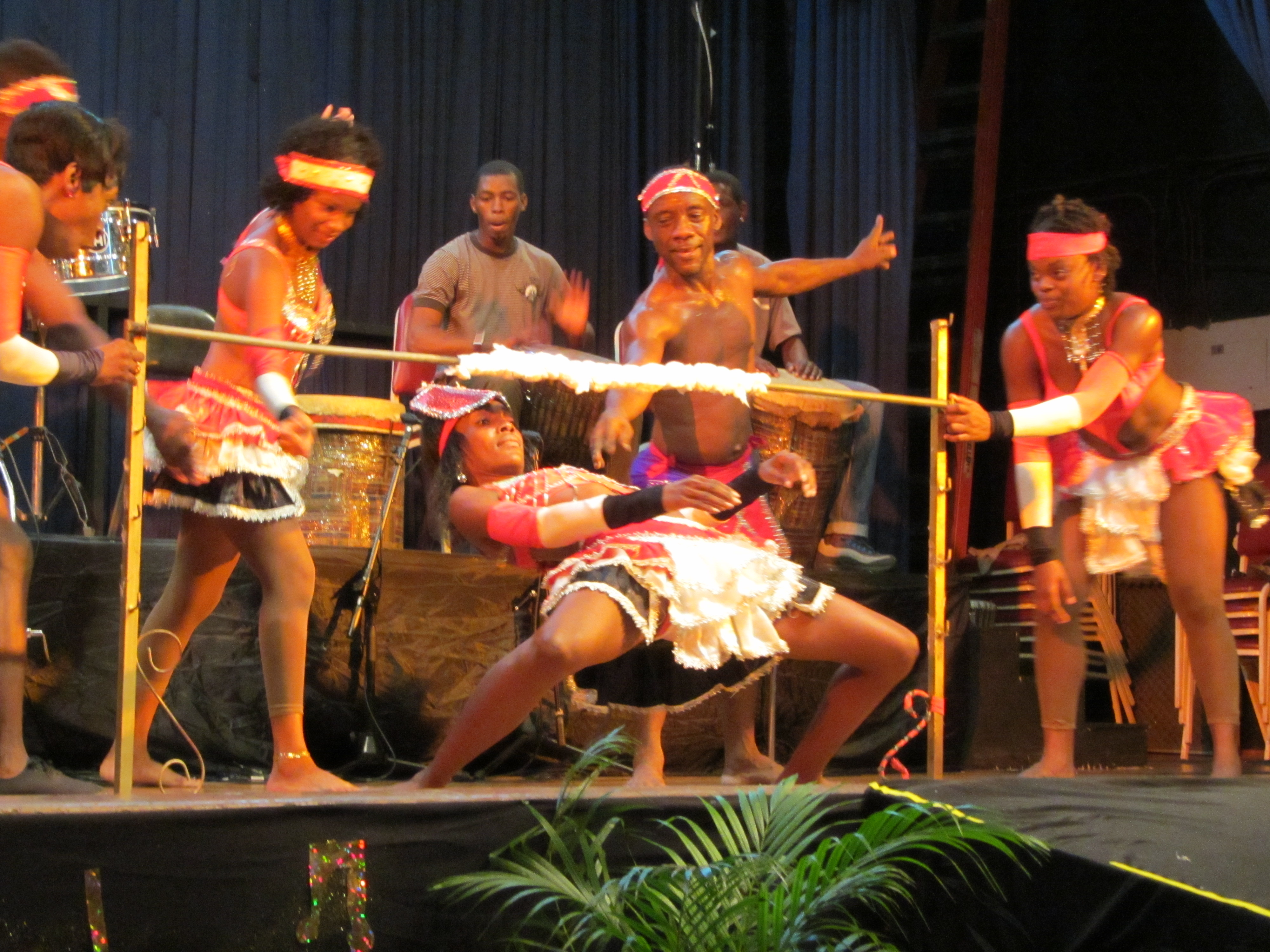
راقص ليمبو

ليمبو هي لعبة شعبية تستند إلى التقاليد التي نشأت في جزيرة ترينيداد، الهدف هو التمرير للأمام تحت شريط منخفض دون السقوط أو إزاحة الشريط

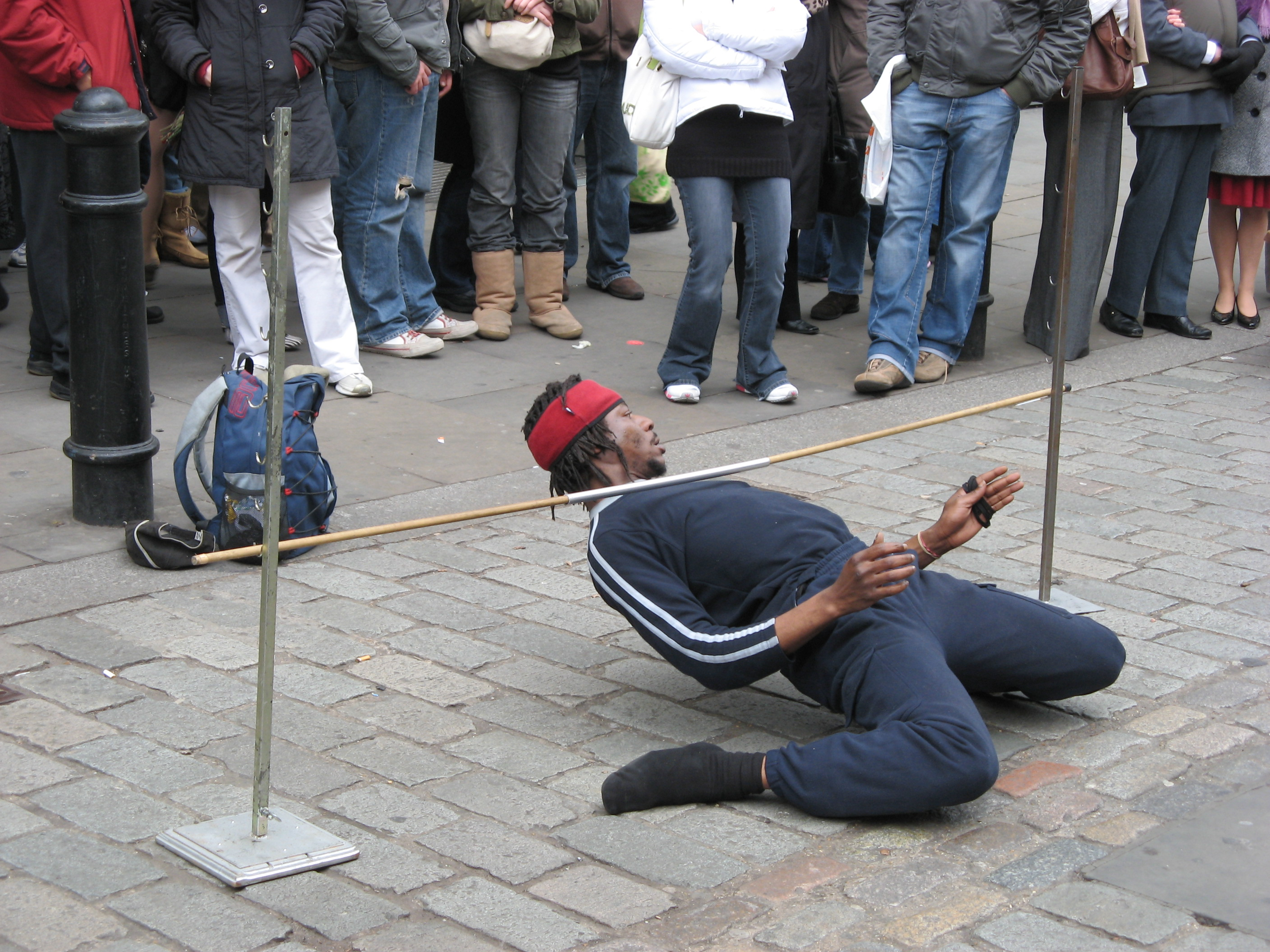
رجل يشارك في لعبة الليمبو في لندن

نشأت الرقصة كحدث وقع في الإستيقاظ في ترينيداد، اشتهرت في الخمسينيات من القرن الماضي من قبل رائدة الرقص جوليا إدواردز (المعروفة باسم السيدة الأولى في ليمبو) وشركتها التي ظهرت في العديد من الأفلام، ولا سيما في فيلم Fire Down Below وجالت على نطاق واسع في منطقة البحر الكاريبي وأوروبا، أمريكا الشمالية وأمريكا الجنوبية وآسيا وأفريقيا في الستينيات وما بعدها.

## قواعد
يتم دعم الشريط الأفقي المعروف باسم شريط العارضة بواسطة شريطين عموديين، يجب على جميع المتسابقين محاولة النزول من تحت العارضة مع توجيه ظهورهم نحو الأرض، عند التمرير تحت العارضة، يجب على اللاعبين الانحناء للخلف، لا يُسمح لأي جزء من أجسامهم بلمس العارضة، ولا يجوز لأي جزء آخر غير أقدامهم أن يلمس الأرض، يجب ألا يديروا رؤوسهم أو رقبتهم إلى الجانب، كل من يقرع العارضة أو يسقط يتم إستبعاده، بعد اجتياز كل شخص تحت الشريط بهذه الطريقة، يخفض الشريط قليلاً وتستمر المسابقة. تنتهي المسابقة عندما يتمكن شخص واحد فقط من المرور من تحت العارضة.